# Швеция на летних Олимпийских играх 1984
Швеция принимала участие в XXIII Летних Олимпийских играх, проходивших в Лос-Анджелесе, США, где завоевала 19 медалей, из которых 2 золотые, 11 серебряные и 6 бронзовые. Сборную страны представляли 174 спортсмена (131 мужчина, 43 женщины), выступавших в 19 видах спорта.

## Медалисты
| Медаль  | Спортсмен                                                     | Вид спорта                  | Дисциплина                               |
| ------- | ------------------------------------------------------------- | --------------------------- | ---------------------------------------- |
| Золото  | Агнета Андерссон                                              | Гребля на байдарках и каноэ | Каноэ-одиночки, 500 м, женщины           |
| Золото  | Агнета Андерссон Анна Ульссон                                 | Гребля на байдарках и каноэ | Каноэ-двойки, 500 м, женщины             |
| Серебро | Сванте Расмусон                                               | Современное пятиборье       | Личное первенство, мужчины               |
| Серебро | Бу Густафссон                                                 | Лёгкая атлетика             | Ходьба на 50 км, мужчины                 |
| Серебро | Патрик Шёберг                                                 | Лёгкая атлетика             | Прыжки в высоту, мужчины                 |
| Серебро | Ларс-Эрик Муберг                                              | Гребля на байдарках и каноэ | Байдарки-одиночки, 500 м, мужчины        |
| Серебро | Пер-Инге Бенгтссон Ларс-Эрик Муберг                           | Гребля на байдарках и каноэ | Байдарки-двойки, 500 м, мужчины          |
| Серебро | Пер-Инге Бенгтссон Томми Карлс Томас Ульссон Ларс-Эрик Муберг | Гребля на байдарках и каноэ | Байдарки-четвёрки, 1000 м, мужчины       |
| Серебро | Агнета Андерссон Сюзанна Виберг Эва Карлссон Анна Ульссон     | Гребля на байдарках и каноэ | Байдарки-четвёрки, 500 м, женщины        |
| Серебро | Бьёрне Веггё                                                  | Фехтование                  | Шпага, личное первенство, мужчины        |
| Серебро | Рагнар Сканокер                                               | Стрельба                    | Произвольный пистолет, 50 м, мужчины     |
| Серебро | Кент-Улле Юханссон                                            | Борьба                      | Греко-римская борьба до 62 кг            |
| Серебро | Рогер Талльрут                                                | Борьба                      | Греко-римская борьба до 74 кг            |
| Бронза  | Кент Эльдебринк                                               | Лёгкая атлетика             | Метание копья, мужчины                   |
| Бронза  | Ингамай Билунд Ула Хоканссон Луиз Натхорст                    | Конный спорт                | Командная выездка                        |
| Бронза  | Пер Юханссон                                                  | Плавание                    | 100 м, вольный стиль, мужчины            |
| Бронза  | Бенгт Барон Пер Юханссон Томас Лейдстрём Микаель Эрн          | Плавание                    | Эстафета 4×100 м, вольный стиль, мужчины |
| Бронза  | Сёрен Класон                                                  | Борьба                      | Греко-римская борьба до 82 кг            |
| Бронза  | Франк Андерссон                                               | Борьба                      | Греко-римская борьба до 90 кг            |

## Результаты соревнований

### Академическая гребля
В следующий раунд из каждого заезда проходили несколько лучших экипажей (в зависимости от дисциплины). В финал A выходили 6 сильнейших экипажей, ещё 6 экипажей, выбывших в полуфинале, распределяли места в малом финале B
Мужчины
| Соревнование | Спортсмены     | Предварительный заезд | Предварительный заезд | Предварительный заезд | Отборочный заезд | Отборочный заезд | Отборочный заезд | Полуфинал | Полуфинал | Полуфинал | Финал   | Финал   | Итоговое место |
| Соревнование | Спортсмены     | Заезд                 | Время                 | Место                 | Заезд            | Время            | Место            | Заезд     | Время     | Место     | Время   | Место   | Итоговое место |
| ------------ | -------------- | --------------------- | --------------------- | --------------------- | ---------------- | ---------------- | ---------------- | --------- | --------- | --------- | ------- | ------- | -------------- |
| одиночки     | Бенгт Нильссон | 3                     | 7:31,62               | 2                     | 3                | 7:30,24          | 2 Q              | 2         | 7:33,28   | 4         | Финал B | Финал B | 9              |
| одиночки     | Бенгт Нильссон | 3                     | 7:31,62               | 2                     | 3                | 7:30,24          | 2 Q              | 2         | 7:33,28   | 4         | 7:26,82 | 3       | 9              |